# Лејк Елмо (Минесота)
Лејк Елмо (енгл. Lake Elmo) град је у америчкој савезној држави Минесота.

## Демографија
По попису из 2010. године број становника је 8.069, што је 1.206 (17,6%) становника више него 2000. године.
| Група             | 2000.         | 2010.         |
| Белци             | 6.528 (95,1%) | 7.288 (90,3%) |
| Афроамериканци    | 26 (0,4%)     | 65 (0,8%)     |
| Азијати           | 120 (1,7%)    | 266 (3,3%)    |
| Хиспаноамериканци | 90 (1,3%)     | 279 (3,5%)    |
| Укупно            | 6.863         | 8.069         |